# 光元村
光元村（みつもとそん）は、鳥取県気高郡にあった自治体である。1896年（明治29年）3月31日までは気多郡に属した。

## 概要
現在の鳥取市気高町上光・気高町下光元に相当する。河内川下流域の谷あいに位置した。
藩政時代には鳥取藩領の気多郡光元庄（みつもとのしょう）に属する下光元村・戸島村・馬場村・西分村・塚手村があった。

## 沿革
- 1877年（明治10年）5月22日 - 馬場村・戸島村・塚手村・西分村が合併して上光村となる[1]。
- 1881年（明治14年）9月12日 - 鳥取県再置。
- 1883年（明治16年）- 宝木宿に置かれた連合戸長役場の管轄区域になる。
- 1889年（明治22年）10月1日 - 町村制の施行により、上光村と下光元村が合併して村制施行し、気多郡光元村が発足。旧村名を継承した2大字を編成。宝木村（初代）との組合役場を同村大字宝木宿に設置[1][2]。
- 1896年（明治29年）4月1日 - 郡制の施行により、高草郡・気多郡の区域をもって気高郡が発足し、気高郡光元村となる。
- 1914年（大正3年）2月1日 - 宝木村と合併し、改めて宝木村（2代）が発足。同日光元村廃止[1]。

## 行政
- 歴代宝木村光元村組合村長については宝木村を参照。

## 教育
- 上光尋常小学校：1933年（昭和8年）3月に宝木尋常高等小学校に統合され上光分教場となる。1947年（昭和22年）に宝木村立宝木小学校上光分校と改称、3年生まで通学。1965年（昭和40年）3月、上光分校廃止[1]。

## 交通

### 鉄道
- 最寄りの駅：宝木駅